# Alois Alzheimer
Alois Alzheimer (nascido Aloysius Alzheimer; Marktbreit, 14 de junho de 1864 – Breslau, 19 de dezembro de 1915) foi um psiquiatra e neuropatologista alemão conhecido sobretudo por ter sido o primeiro autor a reconhecer como entidade patognomônica distinta a doença neurodegenerativa que hoje tem o seu nome. Alzheimer trabalhou também com Emil Kraepelin, autor da primeira classificação moderna dos vários tipos de doenças psicóticas, que mais tarde identificaria o primeiro caso publicado de "demência pré-senil" de Alois como doença de Alzheimer.

## Biografia

### Primeiros anos e educação

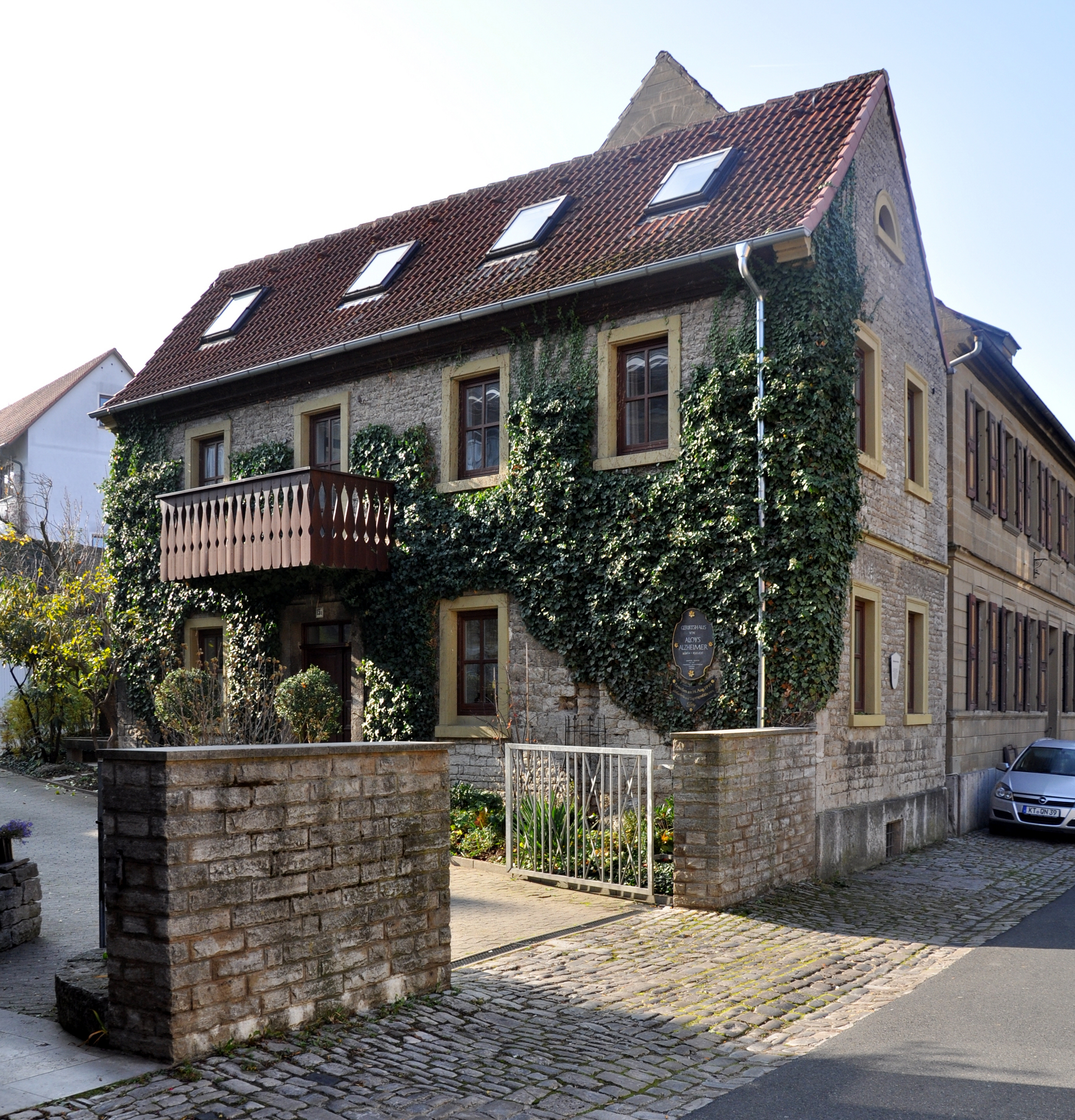
Local de nascimento de Alois Alzheimer em Marktbreit

Aloysius Alzheimer nasceu em Marktbreit, Baviera, em 14 de junho de 1864, filho do segundo casamento de Eduard Román Alzheimer, sua mãe era Therese Busch. Seu pai serviu no cartório na cidade natal da família. Alzheimer viveu uma infância despreocupada; de 1870 a 1874, ele frequentou a escola católica de Marktbreit, mas seu pai não via nesta cidade a possibilidade de uma educação escolar satisfatória. A família Alzheimer se mudou para Aschaffenburg quando Alois ainda era jovem, a fim de dar a seus filhos a oportunidade de frequentar o Royal Humanistic Gymnasium. Alois ficou em um albergue para estrangeiros e em 1874 ele frequentou o ginásio humanista local. Enquanto isso, até 1874, 5 irmãos de Alois nasceram, 2 mulheres e 3 homens. Em 1878, todo o resto da família se mudou para Aschaffenburg. Em 1882 Therese, sua mãe, morreu; seu pai se casou com Marta Katharina Maria Geiger, com quem teve o último filho. Em 14 de julho de 1883, Alois passou no exame de bacharelado. Depois de se formar na Abitur em 1883, Alzheimer estudou medicina na Universidade de Berlim, na Universidade de Tübingen e na Universidade de Würzburg. Durante seu último ano na universidade, Alzheimer foi membro de uma fraternidade de esgrima e até recebeu uma multa por perturbar a paz enquanto estava com sua equipe.
Durante sua época de escola, Alzheimer mostrava particular propensão a assuntos científicos e, após a graduação, decidiu se dedicar para a profissão médica que até então nenhum membro de sua família havia escolhido. Ele decidiu, por conselho de seu pai, estudar medicina em Berlim, considerada a "Meca da Medicina", onde também estava Rudolf Virchow, médico e político alemão. No semestre de inverno de 1883, ele começou seus estudos na Universidade Humboldt de Berlim, em Berlim. No verão de 1884 ele se matriculou na faculdade de medicina de Würzburg, onde realizou atividades mais sociais do que acadêmicas. Em 1885, ele realizou facilmente o Physicum, o exame médico preliminar. No semestre do inverno seguinte Alois começou o verdadeiro estudo da medicina: ele se matriculou em aulas de patologia geral e no curso clínico de intoxicações. Durante o semestre de inverno de 1886, ele frequentou a Universidade de Tubinga. Em 1887, com apenas 23 anos, após sua dissertação sobre "As glândulas de cerúmen", resultado de um trabalho experimental realizado sob a supervisão do grande Albert von Kölliker, ele foi proclamado Doutor em Medicina; no ano seguinte, ele passou no exame estadual em Würzburg, com o julgamento de "excelente" e recebeu a qualificação de médico para o território do Império Alemão. Em 1894, ele se casou com Cecilie Simonette Nathalie Geisenheimer, com quem ele teve três filhos. Um dos padrinhos era seu grande amigo Franz Nissl. Cecilie morreu em 1901.

### Morte
Em agosto de 1912, Alzheimer adoeceu no trem a caminho da Universidade de Breslau, onde havia sido nomeado professor de psiquiatria em julho de 1912. Provavelmente ele teve uma infecção estreptocócica subsequente de uma febre reumática, levando a doenças cardíacas valvulares, insuficiência cardíaca e insuficiência renal. Ele nunca se recuperou completamente desta doença. Alzheimer morreu de insuficiência cardíaca em 19 de dezembro de 1915, aos 51 anos, em Breslau, Silésia (atualmente Wrocław, Polônia). Ele foi enterrado em 23 de dezembro de 1915 ao lado de sua esposa no Cemitério de Frankfurt am Main.

## Carreira

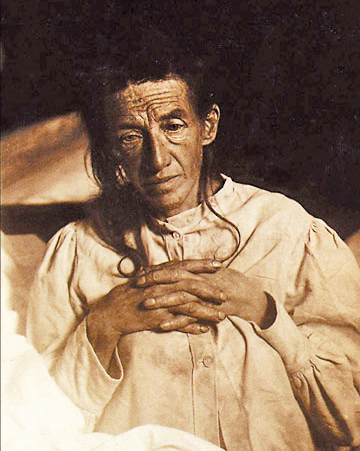
Auguste Deter, a paciente de Alois Alzheimer em novembro de 1901. Primeira descrição de um paciente com a doença de Alzheimer

Em 1888, Alois passou cinco meses prestando assistência a mulheres doentes mentais antes de assumir um cargo no asilo mental da cidade de Frankfurt am Main, no Städtische Anstalt für Irre und Epileptische (Asilo para Lunáticos e Epiléticos). Seu chefe era o reitor Emil Sioli, um notável psiquiatra alemão. Outro neurologista, Franz Nissl, começou a trabalhar no mesmo asilo com Alzheimer e se tornou seu colega de confiança. Juntos, eles conduziram pesquisas sobre a patologia do sistema nervoso, especificamente a anatomia normal e patológica do córtex cerebral. Os três estavam em posição de transformar a clínica em um hospital psiquiátrico com características de sanatório: eles introduziram o princípio da não restrição. Além do uso desse método, da terapia de entrevistas, uma outra grande contribuição foi a busca pelas causas orgânicas das doenças mentais. Para o jovem Alois, a colaboração com Nissl era uma verdadeira fortuna, eles eram os fundadores da histopatologia do córtex cerebral. No início do século, o nome de Alois Alzheimer ficou conhecido por suas publicações sobre aterosclerose cerebral.
Enquanto estava no asilo de Frankfurt, Alzheimer também conheceu Emil Kraepelin, um dos psiquiatras alemães mais conhecidos da época. Kraepelin tornou-se um mentor da doença de Alzheimer, e os dois trabalharam muito perto ao longo dos anos. Quando Kraepelin se mudou para Munique para trabalhar no Royal Psychiatric Hospital em 1903, ele convidou Alzheimer para se juntar a ele. Na época, Kraepelin estava fazendo pesquisas clínicas sobre psicose em pacientes senis; Alzheimer, por outro lado, estava mais interessado no trabalho de laboratório de doenças senis. Os dois enfrentariam muitos desafios envolvendo a política da comunidade psiquiátrica. Como por exemplo acordos formais e informais seriam feitos entre psiquiatras em asilos e universidades para receber cadáveres. Em 1904 Alzheimer completou sua Habilitação na Universidade de Munique, onde foi nomeado professor em 1908. Posteriormente, deixou Munique e foi para a Universidade de Breslávia em 1912, onde aceitou um cargo de professor de psiquiatria e diretor do Instituto Neurológico e Psiquiátrico. Sua saúde se deteriorou logo após sua chegada e ele foi hospitalizado. Alzheimer morreu três anos depois.

### Auguste Deter
Em 1901, Alzheimer observou uma paciente no asilo de Frankfurt chamada Auguste Deter. A paciente de 51 anos teve sintomas comportamentais estranhos, incluindo perda de memória de curto prazo; ela se tornou a obsessão de Alois durante os próximos anos. Auguste Deter foi vítima da política da época na comunidade psiquiátrica; o asilo de Frankfurt era muito caro para o seu marido. Herr Deter fez vários pedidos para que sua esposa fosse transferida para um estabelecimento mais barato, mas Alzheimer interveio nesses pedidos. Frau Deter permaneceu no asilo de Frankfurt, onde Alzheimer fez um acordo para receber os seus registros e cérebro após seu falecimento.
Em 8 de abril de 1906, Frau Deter morreu e Alzheimer levou seus registros médicos e cérebro para Munique, onde ele trabalhava no laboratório de Kraepelin. Com dois médicos italianos, ele usou as técnicas de coloração de Bielschowsky para identificar placas amilóides e emaranhados neurofibrilares. Essas anomalias cerebrais se tornariam identificadores do que mais tarde ficou conhecido como doença ou mal de Alzheimer.
Em 1996, o Dr. Konrad Maurer e seus colegas, os Drs. Volk e Gerbaldo redescobriram os registros médicos de Auguste Deter. Nesses documentos, o Dr. Alzheimer registrou seu exame da sua paciente, incluindo as respostas dela para suas perguntas.